# ヒロセ元美
ヒロセ 元美（ヒロセ もとみ、1926年4月29日 - ）は、日本のストリッパー、女優である。本名廣瀬 求美（読み同）。

## 人物・来歴
1926年（大正15年）4月29日、中華民国上海市（現在の中華人民共和国上海市）に生まれ、両親の経営する日本料理屋で育つ。1946年（昭和21年）、日本に帰国する。
1949年（昭和24年）、ダンサーとしてデビュー、翌1950年（昭和25年）、日劇小劇場（のちの日劇ミュージックホール）のストリップショーに出演する。同年2月、「わいせつ物陳列罪」（わいせつ物頒布等の罪）で検察庁に送られ、「劣情を催すかどうかは見る人の勝手」と主張して、不起訴処分となる。
人気絶頂の同年、新東宝が製作・配給した『青春のデカメロン』を初めとして、4本の映画に出演した。作家の坂口安吾も、1950年（昭和25年）8月1日発行の『文藝春秋』に掲載された『安吾巷談 ストリップ罵倒』で、ダンサーのなかでもヒロセに注目している。

## フィルモグラフィ
- 『青春のデカメロン』 : 監督加戸野五郎、製作・配給新東宝、1950年5月9日公開
- 『裸の天使』 : 監督中川順夫、製作シネアート、配給松竹、1950年8月12日公開
- 『わたしは女性No.1』 : 監督中村敏郎、製作日本映画社、配給東京映画配給、1950年9月30日公開
- 『ストリップ東京』 : 監督・脚本大谷俊夫、製作銀星プロダクション/東宝芸能、配給東京映画配給、1950年10月28日公開